# Araguaiana (kommun)
Araguaiana är en kommun i Brasilien.   Den ligger i delstaten Mato Grosso, i den centrala delen av landet, 400 km väster om huvudstaden Brasília. Antalet invånare är 3 221.
Följande samhällen finns i Araguaiana:
- Araguaiana

Omgivningarna runt Araguaiana är huvudsakligen savann. Trakten runt Araguaiana är nära nog obefolkad, med mindre än två invånare per kvadratkilometer.